# Jelcz PR110

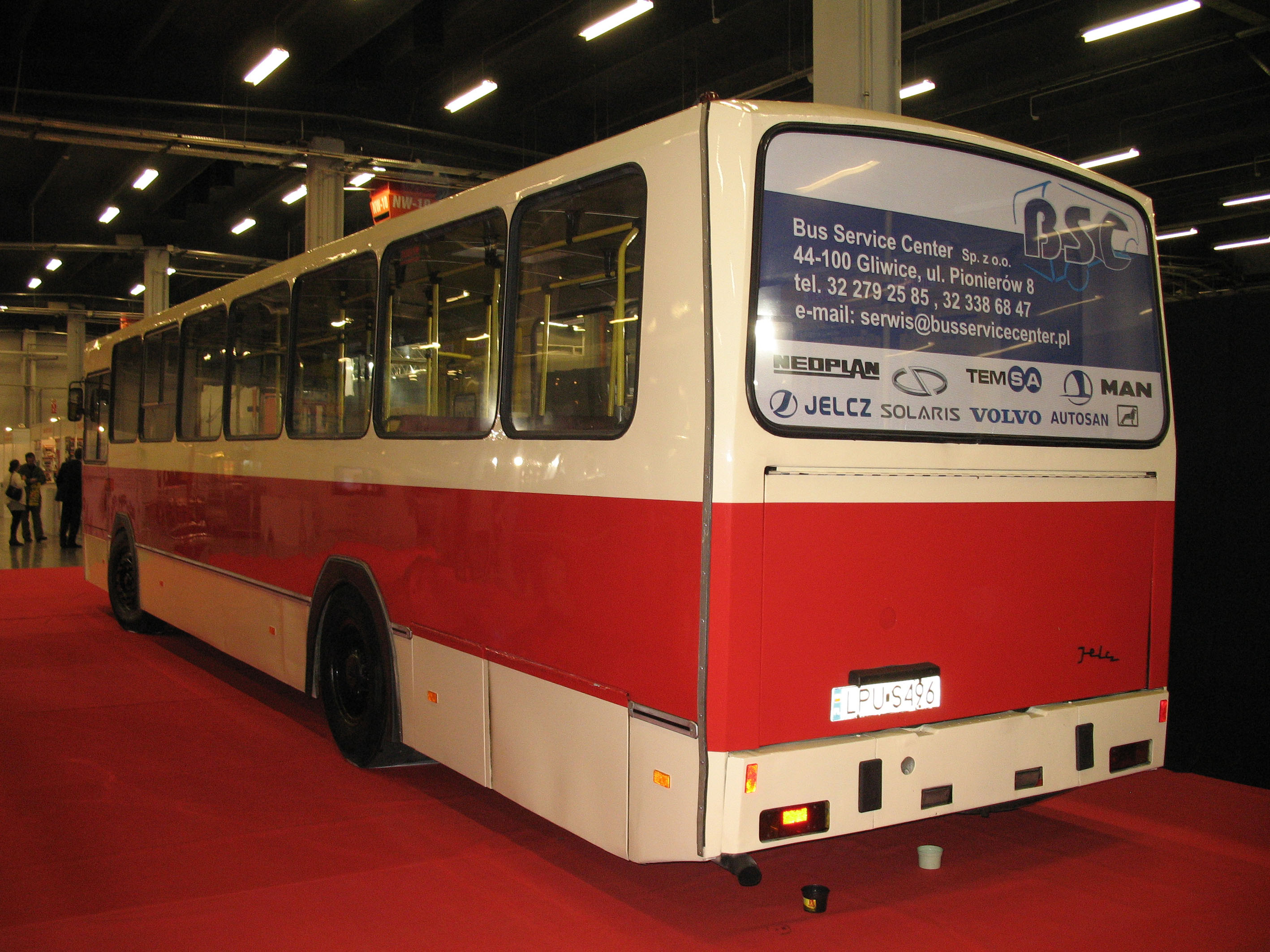
Jelcz PR110M z 1991 roku w Kielcach, na targach Transexpo 2011

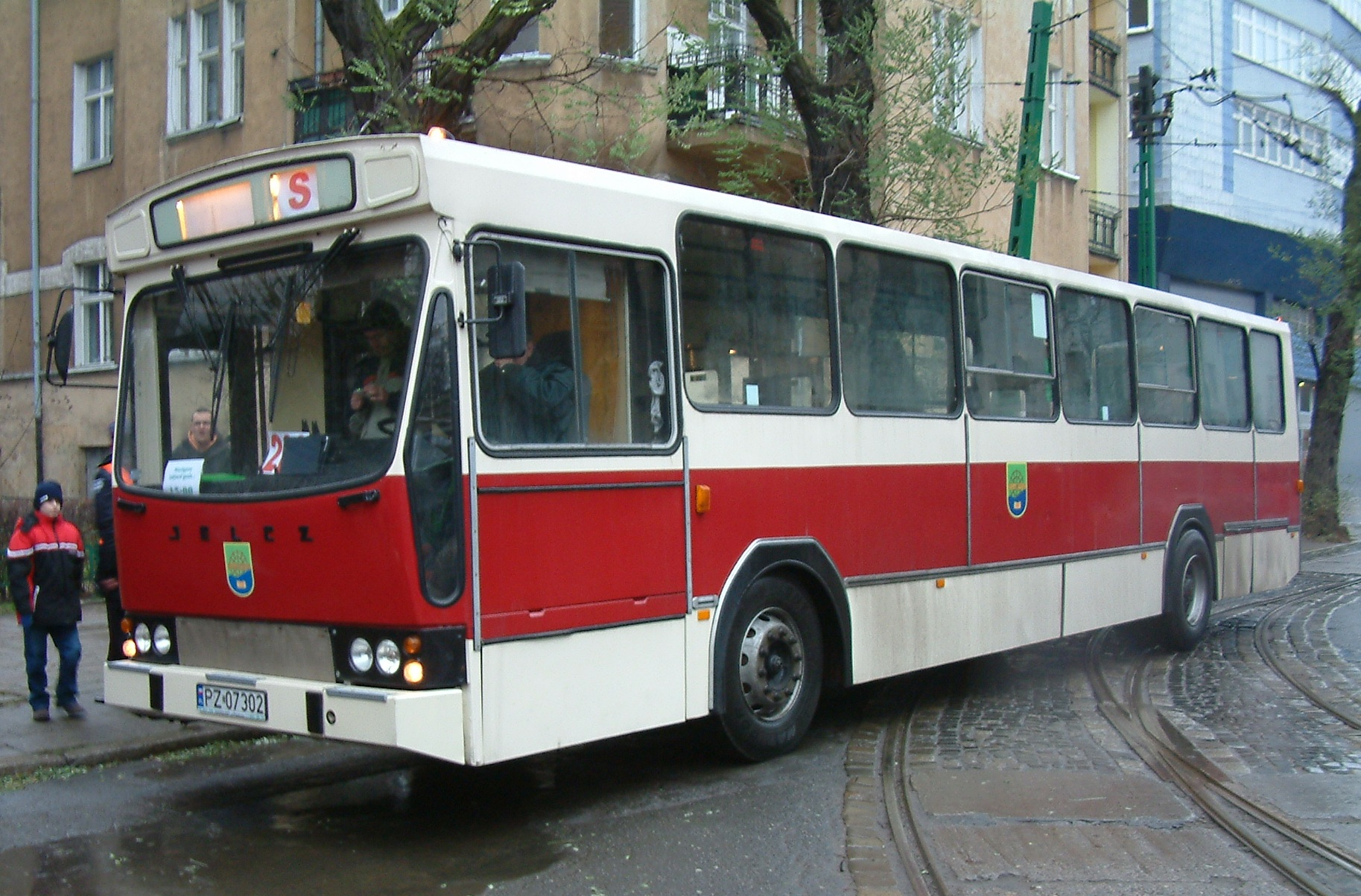
Jelcz PR110M

Jelcz PR110 (początkowo jako Jelcz-Berliet PR110) – polski autobus miejski, produkowany w latach 1975–1992 przez Jelczańskie Zakłady Samochodowe w Jelczu (obecnie Jelczu-Laskowicach) koło Oławy na licencji francuskiego Berlieta. Model ten stanowi licencyjną modernizację francuskiego autobusu Berliet PR100. Jelcz PR110 jest rozwojową wersją produkowanego na tej samej licencji Jelcza PR100. Przeznaczony dla komunikacji miejskiej.
W latach 1976–1992 wyprodukowano około 12 000 pojazdów PR110M.

## Historia
14 stycznia 1972 Prezydium Rady Ministrów PRL, w celu modernizacji i rozwoju przemysłu motoryzacyjnego, wydało uchwałę, na mocy której miała rozpocząć się w bliskiej przyszłości produkcja nowych autobusów dużej pojemności. Polskie instytucje badawcze rozpoczęły opracowywanie koncepcji konstrukcji takiego autobusu wykorzystując dostępne części krajowe. Według założeń projektowych, autobus miał mieć długość 11 lub 12 metrów. Po analizie krajowych możliwości postanowiono produkować pojazd na licencji zagranicznej. Zastanawiano się nad zakupem licencji z Czechosłowacji lub Węgier, czyli marek Karosa lub Ikarus, co byłoby decyzją neutralną z politycznego wówczas punktu widzenia. Po przeprowadzanych w stolicy testach pojazdów różnych marek, odrzucono proponowaną Karosę ŠM11 czy węgierskie Ikarusy.

### Licencja
W lipcu 1972 zdecydowano, aby zakupić licencję z Zachodu. Polska otrzymała oferty: włoskiego Fiata, zachodnioniemieckiego Klueckner-Humbold-Deutza, brytyjskiego Leylanda, hiszpańskiego Pegaso, francuskiego Berlieta i japońskiego Hino. Po zapoznaniu się z ofertami, negocjowano już tylko w sprawie licencji na autobusy takie jak: Leyland National, Leyland Worldmaster, Hino (z nadwoziem nitowanym), Pegaso z Hiszpanii i Berlieta PR100 o długości 11,23 metra. Aby zmniejszyć koszty wdrożenia do produkcji seryjnej i koszty samej produkcji, preferowano stosowanie silnika produkcji krajowej – SW 680, który produkowany był przez WSK Mielec od roku 1966 (na licencji British Leyland).
Ostatecznie podjęto decyzję o podpisaniu umowy licencyjnej z Berlietem – prawdopodobnie z uwagi na brak zgody ze strony pozostałych producentów na zmianę jednostki napędowej w pojeździe na polską oraz próby ratowania zarządzanego przez francuskich komunistów, upadającego Berlieta – więc ze względów politycznych. Oferta japońska natomiast została odrzucona przez Polskę z uwagi na nitowane nadwozie.
Do produkcji wszedł model Jelcz PR100.

### Produkcja
Prototyp poprzednika modelu – Jelcza PR100 powstał w 1972. W tym samym roku zbudowano 20 pojazdów z części francuskich. W kolejnych latach produkcji seryjnej zaczęto w większej ilości stosować części krajowe.
Jelcz PR100 nie sprawdził się jednak. Mógł pomieścić 97 osób, a wymianę pasażerów utrudniały dwie pary drzwi. Dlatego we Francji podjęto prace nad zmodernizowaniem PR100. Głównym kierunkiem przebudowy było dodanie trzeciej pary drzwi i jednoczesne wydłużenie pojazdu.
Pierwsze dwa prototypowe egzemplarze PR110 zostały wyprodukowane w 1975 r. Jeden prototyp odbywał jazdy próbne we Francji, drugi natomiast w Polsce. W tym samym roku uruchomiono produkcję seryjną autobusu Jelcz-Berliet PR110U (U – Urbain, fr. miejski), który stanowił kolejny etap wdrażania postanowień licencyjnych. Wszelkie zmiany wprowadzone w modelu PR110U miały na celu dostosowanie autobusu do polskich realiów transportu publicznego oraz jego spolonizowanie tak, aby stał się on tańszy w produkcji i przyszłej eksploatacji.
Pierwsze wyprodukowane już w Jelczu autobusy PR110U zostały poddane próbom na ulicach Warszawy, Katowic i Wrocławia – do każdego miasta trafiło 5 egzemplarzy. Próby te rozpoczęły się w roku 1976; po kilku miesiącach autobusy przejechały po 50 000 kilometrów. Testy spowodowały wprowadzenie zmian, polegających na unifikacji elementów, dostosowanie konstrukcji do warunków atmosferycznych, podniesienie trwałości i zmniejszenie udziału części importowanych.
Łącznie w latach 1976–1981 wprowadzono 1901 zmian konstrukcyjnych. Jednak eksploatacja zimą 1977 roku wykazała konieczność dalszej modernizacji konstrukcji. Koniecznym okazało się zmodernizowanie podatnych na mrozy układów paliwowych i pneumatycznych. Zmodernizowano ponadto pozostałe awaryjne elementy i zmieniono jednostkę napędową na silnik SW 680/78.

#### Jelcz PR110L
Na bazie Jelcza PR110U opracowano również autobus międzymiastowy Jelcz PR110IL oraz podmiejski PR110L, mające uzupełnić braki w ofercie przedsiębiorstwa.
PR110L różnił się od wersji miejskiej wyposażeniem wnętrza – posiadał podwójnie siedzenia, zasłony w oknach, zrezygnowano ze środkowych drzwi – pozostawiono dwie pary, w układzie 2-0-2. W miejsce skrzyni 4-biegowej zamontowano 6-biegową. W zależności od wyposażenia, podmiejskie Jelcze mogły zabierać 95 lub 98 pasażerów. Jak PR110M był poprzednikiem Jelcza 120M, tak Jelcz PR110L był odpowiednikiem Jelcza L120.

#### Jelcz PR110IL
Prototyp międzymiastowego PR110IL zbudowano w 1977 roku. Pojazd posiadał podwyższoną podłogę, co umożliwiło wygospodarowanie podpodłogowej przestrzeni bagażowej o pojemności 7 m³. Minimalnie zwiększono też wysokość pojazdu w stosunku do wersji miejskich; nie zmieniono natomiast pozostałych wymiarów. Autobus ten mieścił 51 osób na miejscach siedzących.
Seryjna produkcja Jelczy PR110IL ruszyła w IV kwartale 1979 roku.
Nadwozie Jelcza PR110IL było bardzo podobne do wersji PR110L – autobus posiadał dwie pary drzwi: tylne drzwi były jednoskrzydłowe, zamykane mechanicznie na klamkę, przednie natomiast mogły być montowane w dwojaki sposób – jako pojedyncze, zamykane na klamkę lub dwuskrzydłowe, otwierane na zewnątrz, sterowane pneumatycznie z miejsca kierowcy. Oba rozwiązania były uprzednio testowane.
Jelcz PR110IL był napędzany silnikiem produkcji polskiej typu SW 680/78, ustawionym leżąco za tylną osią. Wykorzystano takie same układy mechaniczne, jak w PR110U, wyjątkiem była tylko przekładnia – zastosowano mechaniczną, sześciobiegową skrzynię biegów produkcji FPS Tczew (na licencji ZF). Umożliwiała ona płynną jazdę i osiągnięcie prędkości 95 km/h.

##### Wersja sanitarna
Wyprodukowano także jeden prototypowy egzemplarz autobusu sanitarnego, posiadającego konstrukcję zbliżoną do PR110IL, noszącą to samo oznaczenie. Model został wyprodukowany we współpracy Jelcza z Autosanem.

#### Jelcz PR110MM

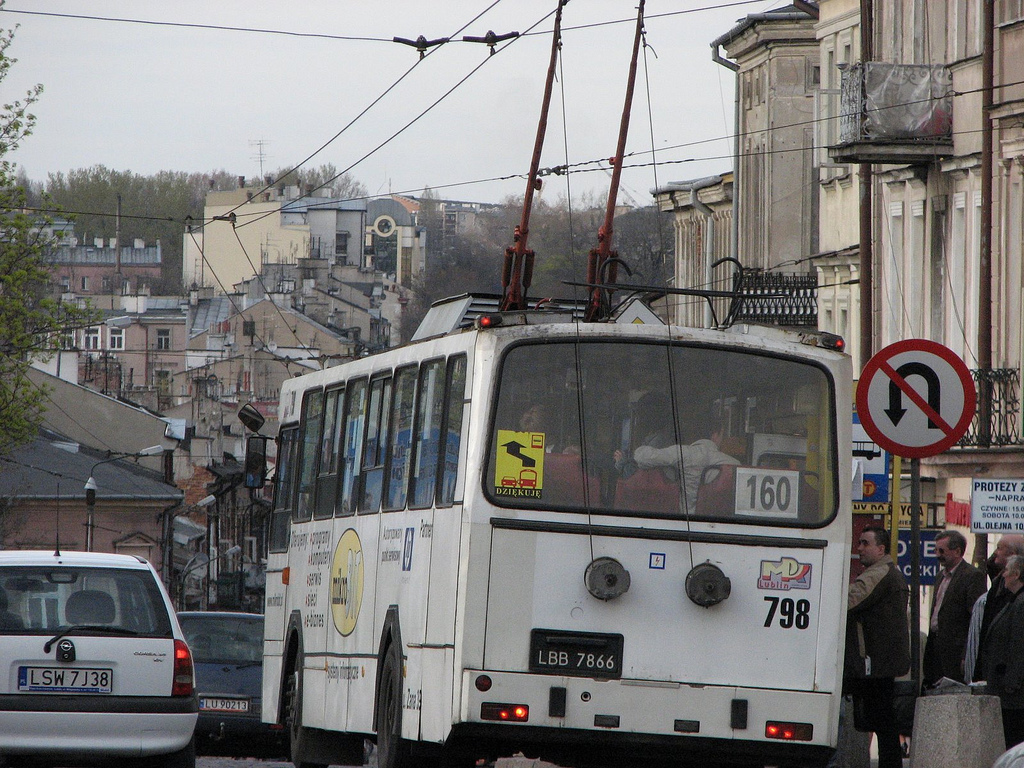
Trolejbus Jelcz PR110E w Lublinie

Jelczańskie zakłady ponownie planowały wprowadzenie wersji przegubowej, opartej na wersji PR110M i elementach niemieckiego producenta MAN, z którym wiązano nadzieje na dalszą współpracę. Przewidywano nawet, że model miał posiadać całą konstrukcję podwozia analogiczną jak w niemieckim odpowiedniku (MAN SG xx2).
Efektem prac projektowych i koncepcji wersji przegubowej był wyprodukowany w 1991 roku prototypowy, jednoczłonowy model PR110MM, będącą właśnie owocem współpracy Jelcza z koncernem MAN.
Model PR110MM nie różnił się znacznie od głównej wersji modelu; wyposażony został fabrycznie w silnik wysokoprężny MAN D2566UH/205 o mocy 210 KM oraz pojemności 11,413 dm³ i automatyczną skrzynię biegów ZF 4HP500 (ze zintegrowanym retarderem) umożliwiającej uzyskanie maksymalnej prędkości 82 km/h. Jedyny egzemplarz PR110M trafił do MPK Wrocław, do zajezdni X przy ul. Tyskiej. Po likwidacji tejże zajezdni pojazd trafił do zajezdni IX. Ze stanu MPK zdjęty został 20 maja 2008 roku.
PR110M posiadał konstrukcję samonośną, z silnikiem ułożonym poziomo na tylnym zwisie. Zastosowano most napędowy typu MT1032.A. Masa własna pojazdu wynosiła 9800 kg, natomiast całkowita – 17 500 kg; miał rozstaw osi równy 6100 mm. Jego długość wynosiła podobnie jak w klasycznych PR110 – 12 000 mm, szerokość 2500 mm i wysokość 3040 mm. Mógł zabrać na pokład 110 pasażerów, w tym 36 na miejscach siedzących.

#### Jelcz PR110E
Jelcz PR110E był trolejbusem, zbudowanym na bazie modelu PR110.

#### Jelcz PR110AC
Jelcz PR110AC był rozwojową wersją trolejbusu PR110E, wyposażoną w falowniki i silniki asynchroniczne. Zastosowano napęd asynchroniczny Enika, typ ENI-MNT-200, w skład którego wchodzą: obwód wejściowy (ENI-OWE-200), falownik (ENI-FTL-600), asynchroniczny silnik trakcyjny Emit (STDa250-6B/165), rezystor hamowania (typu RHEN), sterownik z wyświetlaczem i diagnostyką (ENI-STN-2) oraz przetwornica statyczna (ENI-TL600/400/24). Modele PR110AC eksploatowane są w Lublinie.
Drugorzędną natomiast zmianą w stosunku do modelu PR110E była zmiana elementów ściany czołowej i tylnej na elementy z tworzywa sztucznego.
| Trolejbus Jelcz PR110AC | Trolejbus Jelcz PR110AC |
| ----------------------- | ----------------------- |
| Długość                 | 12 000 mm               |
| Szerokość               | 2500 mm                 |
| Wysokość                | 3750 mm                 |
| Masa całkowita          | 17 000 kg               |
| Masa własna             | 10 100 kg               |
| Ilość miejsc            | 110 (36 siedzących)     |
| Moc silnika trakcyjnego | 170 kW                  |
| Typ sterowania          | falownikowe             |
| [ 12 ]                  |                         |

#### Jelcz PR110D
Jelcz PR110D był międzymiastową wersją Jelcza PR110, z silnikiem ułożonym pionowo – w przeciwieństwie do klasycznych wersji.

##### Jelcz PR110DC
Kolejnym wynikiem współpracy MAN-a z polskim Jelczem był model międzymiastowego autobusu, Jelcz PR110DC. Wyprodukowano tylko jeden egzemplarz, wyeksportowany do Hiszpanii, dla przewoźnika Spectra.
Pojazd był oparty częściowo na polskim Jelczu PR110D, napędzany był natomiast wysokoprężną jednostką Cummins 6CTA8,3-10 z turbodoładowaniem, o mocy 240 KM i pojemności 8,3 dm³. Wykorzystano czterobiegową skrzynię mechaniczną S6-90 z multiplikatorem GV90. Skrzynia posiadała zupełnie różne od występujących w standardowych Jelczach współczynniki przełożeń. Tak wyposażony autobus rozwijał maksymalną prędkość 99 km/h, przy masie całkowitej 16 000 kg. Masa własna pojazdu wynosiła natomiast 10 800 kg.
Pojazd PR110DC wyposażony był w ogrzewanie wodne z podgrzewaczem marki Webasto, do wentylacji wykorzystano kanały powietrzne z wentylatorami elektrycznymi, indywidualne nawiewy dla pasażerów, otwierane pokrywy dachowe i przesuwne lufciki w górnych częściach okien bocznych. Zastosowano także indywidualne fotele typu miękkiego, pozbawione jednakże możliwości regulacji położenia oparć.
Jelcz PR110DC wyposażony został w odskokowe dwuskrzydłowe tylne drzwi, sterowane pneumatycznie z miejsca kierowcy, o szerokości 660 mm. Pozostawiono drzwi dla kierowcy z lewej strony, przed tylną osią, otwierane na klamkę. Pojazd pomieścić mógł 50 pasażerów na miejscach siedzących.

##### Jelcz PR110DM
Jelcz PR110DM był następnym międzymiastowym autobusem prototypowym, zbudowanym we współpracy polskich zakładów z niemieckim MAN-em. Posiadał silnik wysokoprężny MAN D2866TUH o mocy 311 KM oraz przekładnię mechaniczną produkcji polskiej, S6-90. Przy masie własnej 10 800 kg i całkowitej 16 000 kg, autobus rozwijał maksymalną prędkość 117 km/h. Mieścił 48 pasażerów.

#### Jelcz PR110M CNG
Jelczańskie zakłady wyprodukowały także wersję autobusu PR110M napędzaną silnikiem na gaz ziemny CNG – PR110M CNG. Autobusy te posiadały podwozie i nadwozie takie samo jak w klasycznych wersjach, z wyjątkiem ścian czołowych, które stosowano różne.

#### Autobus konferencyjny
W 1991 roku bramy jelczańskich zakładów opuścił specjalny autobus konferencyjny na bazie modelu PR110D. Posiadał całkowicie odmienne wnętrze, klimatyzowane, stylizowane na salę konferencyjną. Wyposażone było w fotele, barek, szafę oraz stół konferencyjny.

#### Autobus elektryczny
W latach 70. podjęto także próbę budowy ekologicznego autobusu elektrycznego. Konstrukcja nadwozia i podwozia zaczerpnięta była z klasycznych wersji PR110. Los wyprodukowanego prototypu nie jest znany; nie zdecydowano się na produkcję seryjną tego modelu.

#### Wersja 4-drzwiowa
Również pod koniec lat 70. zbudowany został kolejny prototyp wersji bazującej na klasycznych Jelczach PR110. Technicznie autobus niczym się nie różnił od pierwowzoru, posiadał natomiast dwie pary podwójnych drzwi między osiami (układ 2-2-2-2). Drzwi były ułożone bezpośrednio obok siebie. Takie rozwiązanie miało usprawnić wymianę pasażerów w dużych miastach, gdzie jeździły pojazdy PR110U. Nie rozpoczęto jednak produkcji seryjnej.

#### Jelcz 100
Także pod koniec lat 70. zaprojektowano skróconą wersję pojazdu PR110, oznaczoną jako model 100, o długości 10 150 mm, rozstawie osi 4670 mm, zwisie przednim o długości 2580 mm, zwisie tylnym 2900 mm, szerokości 2500 mm i wysokości 3070 mm. Jednostką napędową był silnik 6c107, stosowany w Autosanach H9. Nadwozie zaprojektowano w Jelczu w taki sposób, aby było jak najbardziej zunifikowane z modelem PR110U. Wykończenie wnętrza wykonano natomiast w fabryce Autosan w Sanoku.
Model nie wszedł jednak do produkcji seryjnej.

#### Pozostałe prototypy
Na deskach projektowych konstruktorów z Jelcza w latach 70. powstał także autobus oznaczony symbolem 16Mg. Posiadał długość 11,4 metra, napęd stanowił silnik typu SW 680/56/3. Zastosowano skrzynię biegów typu S4-95. Podczas późniejszych badań jednostkę napędową zmieniono na andrychowski silnik 6c107, a przekładnię wymieniono na S5-45. Dzięki temu pojazd stał się lżejszy o 408 kg. Dalszy los tego prototypu nie jest znany.
Pod koniec lat 70. przystąpiono też do prób zmodernizowania starych pojazdów z rodziny RTO. Zaprezentowano wówczas autobus o długości 10 870 mm, oparty na podwoziu z Jelcza 043 (ogórka) i nadwozie z Jelcza PR110. Drzwi rozmieszczono w układzie 0-2-2 (brak drzwi przed przednią osią). Dalszych prób takich modernizacji starych modeli nie podjęto z uwagi na kosztowność takich zabiegów.

#### Wersje eksportowe
Od 1976 roku rozpoczęto budowę modeli na eksport. Powstały wtedy Jelcze PR110U z retarderami typu VHBK-130 i FOCAL-130 oraz automatyczną skrzynią biegów Voith D-851. Dla potrzeb Finlandii wykonano autobus akwizacyjny (z przedziałem towarowym). Dla Jugosławii wykonano modele podwozi autobusu miejskiego i podmiejskiego z silnikami V8.

### Wygaśnięcie licencji i zakończenie produkcji

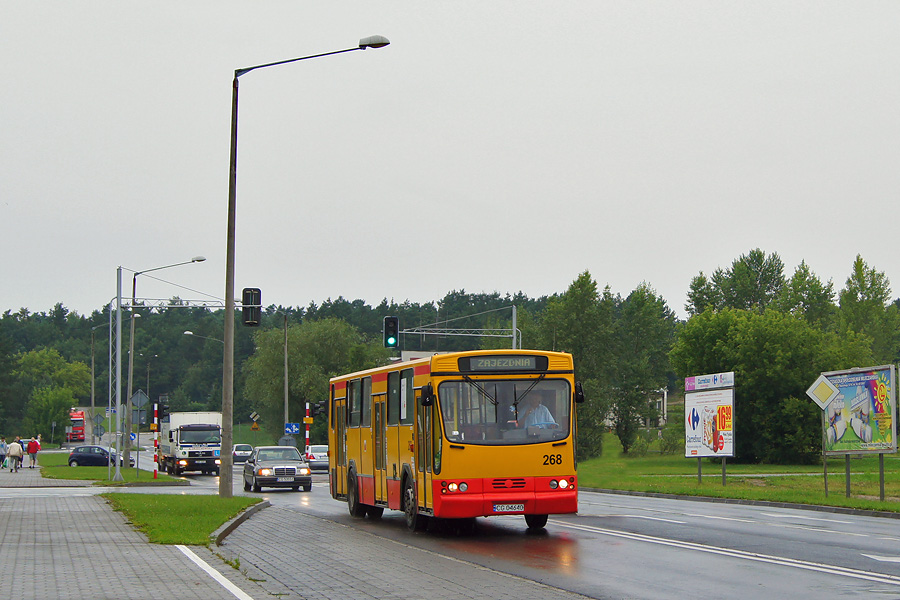
Autobus Jelcz PR110M z 1992 roku, należący do MZK Grudziądz

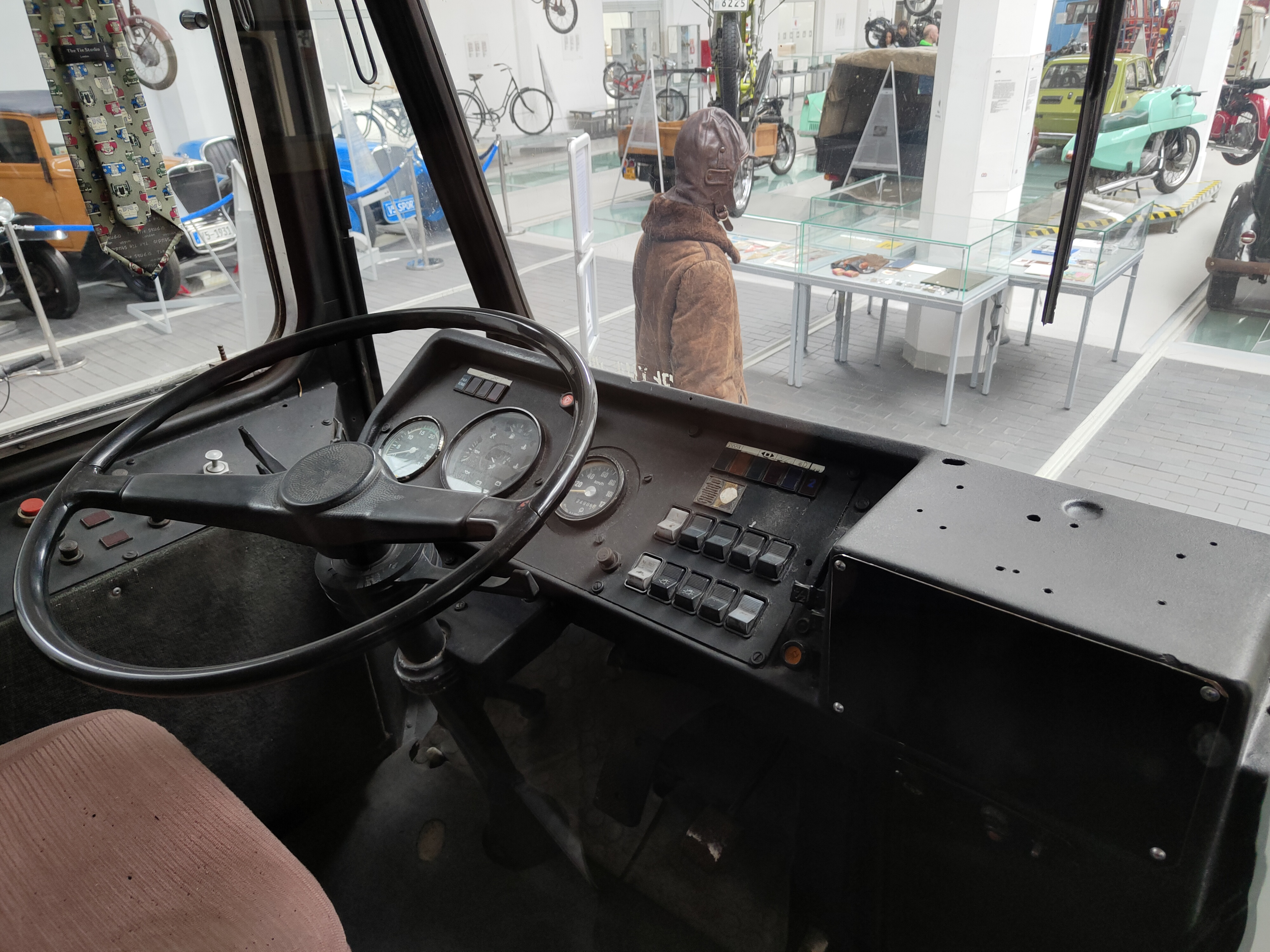
Deska rozdzielcza w autobusie Jelcz PR110M z 1991 roku

W 1983 wygasła licencyjna umowa zawarta między firmą Berliet i Jelcz. Tym samym model ten zmienił swoją nazwę na Jelcz PR110M (M – miejski).
Ostatecznie produkcję Jelczy PR110 zakończono w 1992 po wprowadzeniu do oferty modelu Jelcz 120M.

#### Jelcz PR110R

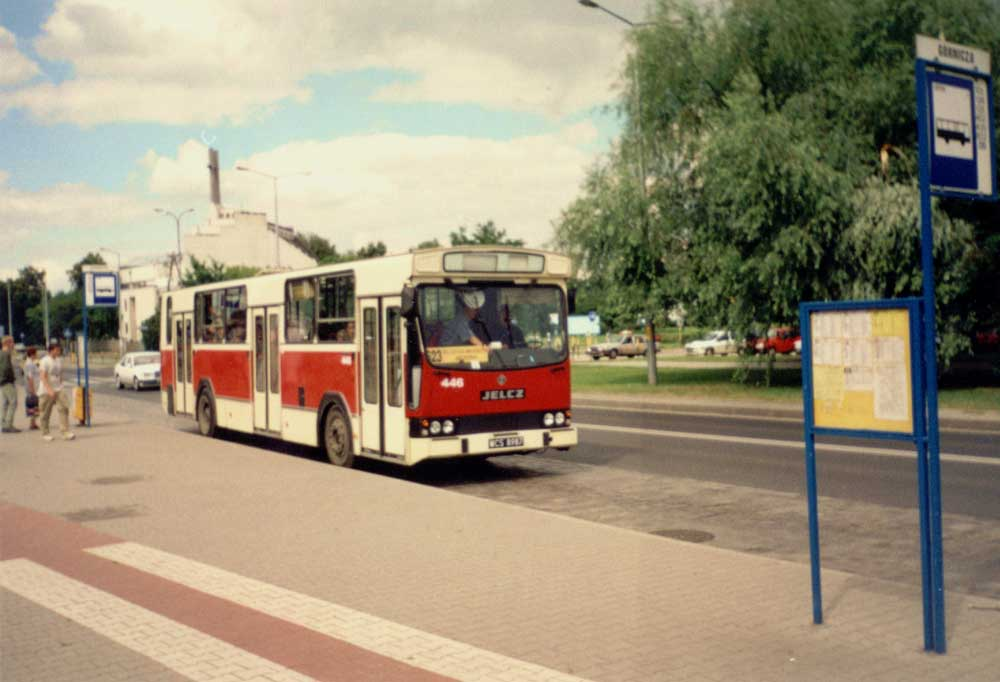
Autobus Jelcz PR110R (#446) z 1996 roku we Wrocławiu

Już po zakończeniu produkcji, w latach 90. Jelcz wykonał renowację i odbudowę starych, wyeksploatowanych egzemplarzy pojazdów serii PR110U i PR110M, nadając im oznaczenie PR110R. Zachowano układ drzwi 2-2-2 oraz standardowy silnik ze skrzynią biegów.

## Konstrukcja
Podobnie jak w polskiej wersji PR100, tak i w PR110 zastosowano wiele części produkcji krajowej na licencji zagranicznej, i tak między innymi:
- do napędu zastosowano silnik WS Mielec SW680/56/3 produkowany przez wytwórnię PZL w Mielcu – na licencji angielskiej firmy Leyland Motors[3];
- przekładnie kierownicze produkcji Polmo Szczecin, na licencji ZF Friedrichshafen[3];
- jednostka napędowa zblokowana została z 4-biegową, manualną skrzynią biegów S4-95 produkcji zakładów FPS Tczew z Tczewa[3].

Przykładem stosowanych oszczędności jest także, podobnie jak w modelu PR100, zastąpienie przednich, prostokątnych reflektorów czterema okrągłymi, pochodzącymi z Polskiego Fiata 125p.
Od 1978 w pojeździe tym stosowany był nieznacznie zmodernizowany silnik SW680/78/1. W układzie jezdnym stosowano osie przednie typu Jelcz NZ6A1 oraz tylne mosty napędowe Jelcz MT 1032A.

### Zmiany w stosunku do poprzednika
W stosunku do modelu Jelcz-Berliet PR100 przedłużono nadwozie umożliwiając tym samym montaż trzecich drzwi.
Poza zmianami części zagranicznych na krajowe, zwiększono liczbę szyb bocznych, krawędzie dolna i górna okien została przesunięta w górę. Zastosowano też szyberdachy i przesuwne części okien dla zapewnienia wentylacji pokładu.

### Charakterystyka i wady konstrukcyjne
Model ten nie był wolny od wad, które ujawniły się w późniejszej eksploatacji. Zastosowanie ciężkiego silnika z wieloma żelaznymi elementami, używanego w samochodach ciężarowych, jednoczesnej dobudowie trzecich drzwi w tyle pojazdu przy sztucznym przedłużeniu kratownicy o pół metra (w stosunku do Jelcza PR100) przyczyniało się często do wczesnego pękania kratownicy (mniejsza sztywność pudła autobusu). Mankament ten był też potęgowany przez przeładowanie autobusów. Konstruktorzy próbowali wzmocnić konstrukcję kratownicy, jednak przez wiele lat problem ten dalej dotykał Jelcze PR110.
W warunkach zimowych zawodne okazywały się układy pneumatyczny oraz paliwowy.
Także zastosowanie powolnego mostu napędowego (przełożenie 6,31) ograniczyło prędkość maks. autobusu (ok. 67 km/h), przez co silniki w pojazdach tego typu bardzo często pracowały na wysokich obrotach, co owocowało wysokim zużyciem paliwa (w ciężkich warunkach wielkomiejskich, przy dużym obciążeniu pojazdu i częstym hamowaniu i ruszaniu z powodu sygnalizacji świetlnych wynosiło ono ok. 48 l/100 km). 

## Eksploatacja
Jelcze PR110 trafiały z krajowego rozdzielnika do licznych przedsiębiorstw komunikacji miejskiej. Poniżej przedstawione są dzieje eksploatacji i lata dostaw PR110 do niektórych miast Polski.

### Inowrocław
Początkowe losy i lata wprowadzenia do eksploatacji nie są szczegółowo znane, autobusy rozpoczęły pracę w MPK prawdopodobnie na przełomie lat 80. i 90. Ostatnie Jelcze PR110 wycofano z ulic Inowrocławia w 2010 roku.

### Kraków
Pierwsze autobusy Jelcz PR110U trafiły do Krakowa 14 stycznia 1978 roku. Do roku 1982 łącznie dostarczonych zostało 340 sztuk tych autobusów. W roku 2001 wycofano ostatniego  PR110U z eksploatacji z uwagi na przestarzałą konstrukcję, dużą awaryjność i brak części zamiennych..

### Łódź
Data wpisu pierwszego pojazdu PR110U na stan MPK w Łodzi to 25.02.1976 roku.
Data skreślenia ostatniego pojazdu to 7.08.1992 roku.
W sumie w Łodzi eksploatowane było 315 autobusów Jelcz-Berliet PR110U.

### Ostróda
Pierwszy autobus PR110U został wpisany na stan Zakładu Komunikacji Miejskiej dnia 12.06.1981 i otrzymał numer taborowy 17. W następnych latach zakład otrzymywał (głównie z WPKM Olsztyn) dalsze egzemplarze. Ostatnim nowym Jelczem PR110M był autobus numer 57 z roku 1992. Dwa lata później, w 1994 roku zakupiono jeszcze używany egzemplarz z MZK Grudziądz. Łącznie przez ZKM Ostróda przewinęły się 24 egzemplarze.

### Poznań
Pierwsze Jelcze PR110 do stolicy Wielkopolski trafiły w 1977 roku i w najbliższych latach liczba pojazdów zwiększała się. Pojazdy te służyły przez około 15 lat; na początku lat 90., zaczęto zastępować je Ikarusami IK-160P („Zemunami”) oraz DAF MB200. Ostatnie egzemplarze wycofano w roku 1992.
W 2008 roku MPK w Poznaniu zakupiło Jelcza PR110, jako pojazd zabytkowy, stacjonuje on na zajezdni przy ulicy Warszawskiej.
Przewoźnik podał także ilość spalanego oleju napędowego – wynosi ono 38 l/100 km.

### Radom
Autobusy Jelcz PR110M eksploatację rozpoczęły w 1979 roku. Wszystkie wycofane zostały w 2010, czemu towarzyszyło symboliczne pożegnanie przez miłośników komunikacji miejskiej.

### Rzeszów

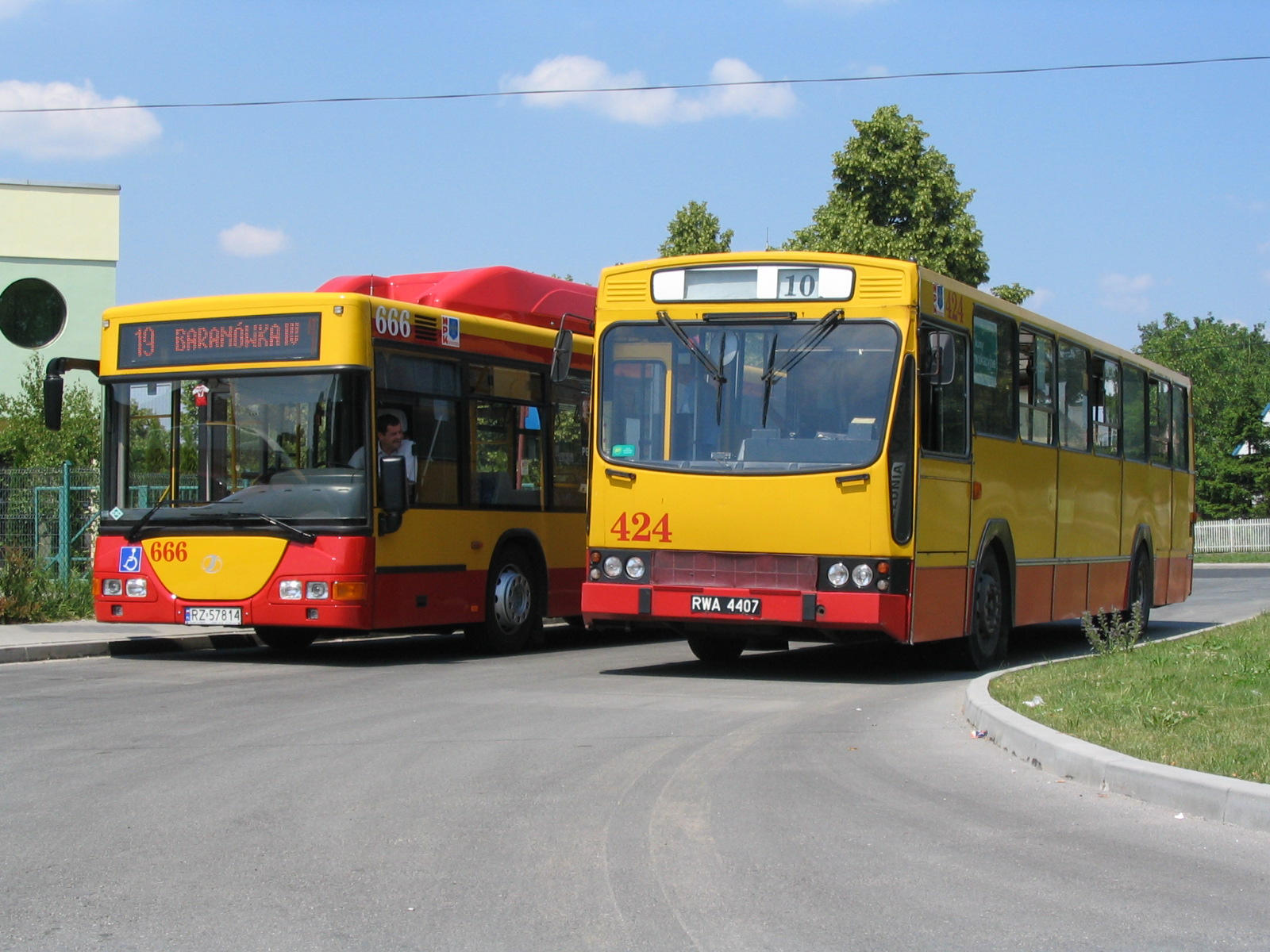
Jelcz-Berliet PR110U i Jelcz Vecto w Rzeszowie

Pierwsze autobusy Jelcz PR110U eksploatację rozpoczęły w roku 1979, a PR110M w roku 1982.
Pożegnanie ostatnich egzemplarzy PR110 odbyło się z inicjatywy miłośników komunikacji ze Stowarzyszenia Transportu Zrównoważonego w Rzeszowie, 20 lipca 2013 roku.
Obecnie jeden spośród 242 eksploatowanych łącznie autobusów serii PR110, Jelcz PR110U o numerze taborowym #442, po generalnym remoncie, służy jako pojazd zabytkowy.

### Skarżysko-Kamienna

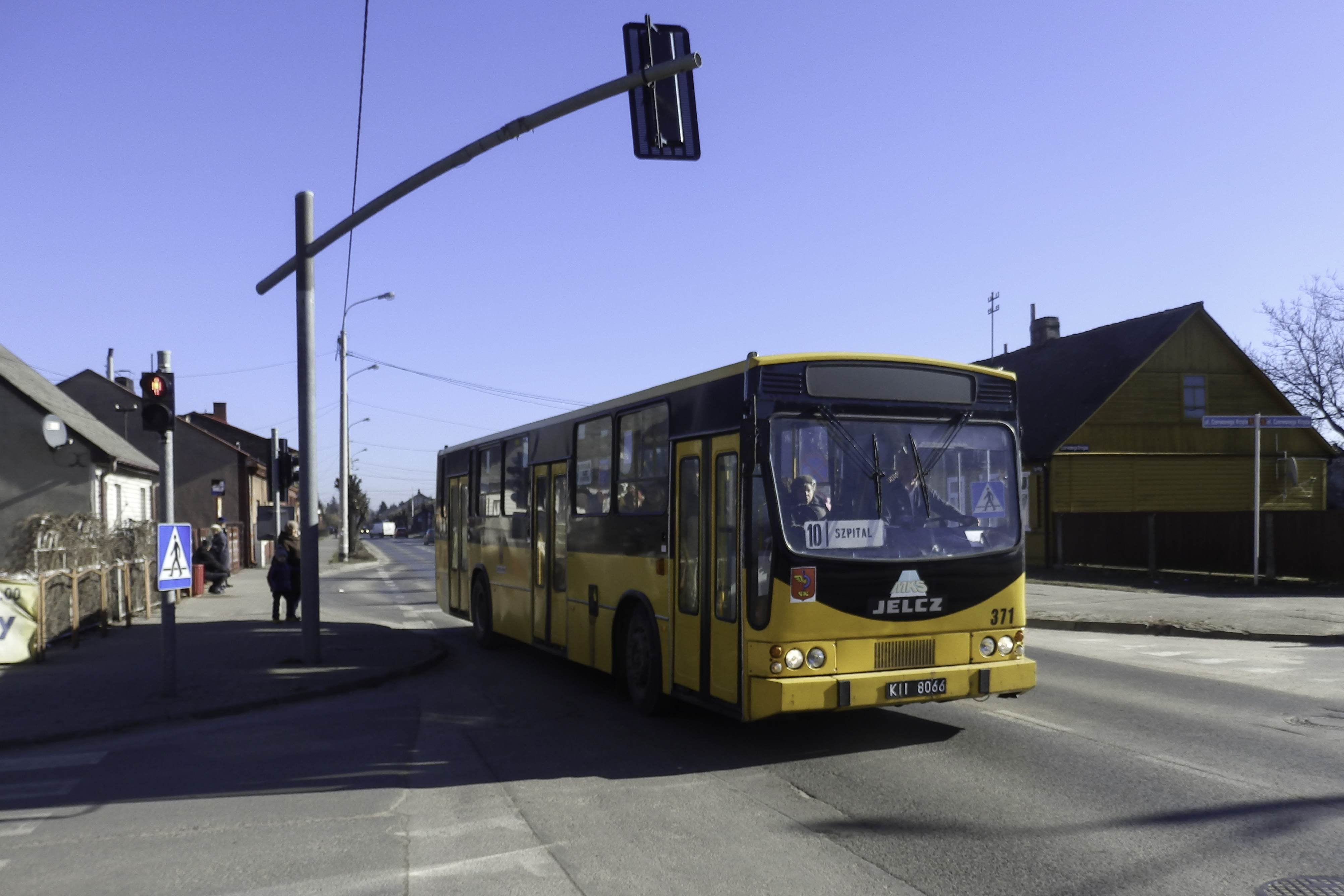
Jelcz PR110M na ulicach Skarżyska-Kamiennej

Pierwszy PR110M wyjechał na ulice Skarżyska-Kamiennej w czerwcu 1982 roku. W kolejnych latach liczba autobusów tego typu wzrastała, wycofując starsze i mniejsze Autosany. Jelcze PR110 były pierwszymi wielkopojemnymi autobusami w mieście.
Nadal eksploatowane są 3 pojazdy tego typu. W historii przedsiębiorstwa eksploatowanych było w sumie ponad 50 autobusów wersji PR110M oraz ponad 20 wozów wersji PR110U. Jeden z wycofanych egzemplarzy trafił w ręce prywatnego właściciela; ma służyć jako pojazd zabytkowy.

### Stargard
Autobusy Jelcz PR110M wprowadzono na linie Stargardu w roku 1983. Od roku 1988 autobusy te wraz z Jelczami M11 stanowiły jedyny tabor stargardzkiego przedsiębiorstwa komunikacji miejskiej. Ostatnia dostawa Jelczy PR110M miała miejsce w roku 1991.
Ostatnie egzemplarze PR110M wycofano w roku 2006, jeden pojazd przekazano do Muzeum Techniki i Komunikacji w Szczecinie.

### Toruń
W latach 80. i 90. tabor MZK w Toruniu stanowiły same autobusy Jelcz PR110.
Ostatnie egzemplarze (o numerach bocznych #380 i #391) skasowane zostały 10 stycznia 2007 roku.
Jeden egzemplarz PR110 miał trafić w ręce Toruńskiego Klubu Miłośników Komunikacji Miejskiej, jednak ostatecznie tak się nie stało.

### Warszawa
Pierwsze produkowane seryjnie Jelcze PR110U trafiły na ulice Warszawy w 1976, gdzie kontynuowały, podobnie jak PR100, wymianę starego taboru (Jelczy 272 MEX, tzw. ogórków). Mimo licznych dostaw, pojazdy te nie służyły długo w stolicy. Ostatnia dostawa Jelczy PR110U do Warszawy miała miejsce w 1980. Po tej dostawie stolica zainteresowała się węgierskimi Ikarusami (poza dostawą Jelczy L11 w 1989). Ostatnie PR110 zostały skreślone z inwentarza stołecznego MZK już w 1987.

### Nowy Sącz
Pierwszy Jelcz PR110 prawdopodobnie pojawił się w 1978. W 1985 pojawił się pierwszy Jelcz PR110M i otrzymał numer taborowy #290. Tak więc łatwo też policzyć, że do Nowego Sącza dotarło 90 Jelczy na licencji Berliet.
Łącznie w Nowym Sączu było 176 Jelczy PR110. W latach 2000–2013 skasowano 44 autobusy. Najdłużej jeżdżący Jelcz po ulicach Nowego Sącza był o numerze taborowym #283 - jeździł aż 29 lat. Ostatni Jelcz zakończył erę w Nowym Sączu 24 kwietnia 2014 i był to #357. Niemal przez 40 lat „Berliety” stanowiły podstawę nowosądeckiego taboru.